# Taufers im Münstertal
Taufers im Münstertal (italià Tubre) és un municipi italià, dins de la província autònoma de Tirol del Sud. És un dels municipis del districte i de Vinschgau. L'any 2007 tenia 981 habitants. Comprèn les fraccions de Pundweil (Pontevilla) i Rifair (Rivaira) Limita amb els municipis de Glurns (Glorenza), Mals (Malles), Prad (Prato), Stilfs (Stelvio), i els municipis suïssos de Lü, Müstair, Santa Maria Val Müstair, Scuol i Valchava.

## Situació lingüística
| Pertinença lingüística (cens 2001) | 95,42% alemany |
| Pertinença lingüística (cens 2001) | 4,58% italià   |
| Pertinença lingüística (cens 2001) | 0,00% ladí     |

## Administració

Territori comunal

| Període | Identitat              | Partit |
| ------- | ---------------------- | ------ |
| 2004-   | Hermann Bernhard Fliri | SVP    |